# Abdou Razack Traoré
Abdou Razack Traoré (Abidjan, 28 de dezembro de 1988) é um futebolista burquinense que atua como meia. Atualmente, joga pelo ISCA da Costa do Marfim.

## Carreira
Abdou Razack Traoré representou o elenco da Seleção Burquinense de Futebol no Campeonato Africano das Nações de 2017.

## Títulos
Burkina Faso
- Campeonato Africano das Nações: 2013 - 2º Lugar.